# René Le Coq de La Saussaye
Pour les articles homonymes, voir La Saussaye (homonymie).
 (août 2024).
Si vous disposez d'ouvrages ou d'articles de référence ou si vous connaissez des sites web de qualité traitant du thème abordé ici, merci de compléter l'article en donnant les références utiles à sa vérifiabilité et en les liant à la section « Notes et références ».
René Le Coq de La Saussaye (né après 1613) de Gaillon-sur-Seine (Eure), fut nommé agent et lieutenant d’Antoinette de Pons, marquise de Guercheville, pour fonder la mission de Saint-Sauveur sur l'île des Monts-Déserts en Acadie.

## Biographie
En 1652, il épousa Chrestienne, fille de Robert de Salnove (Sallenoves), à Bassevelle en Brie.